# Ombudsman Českého rozhlasu

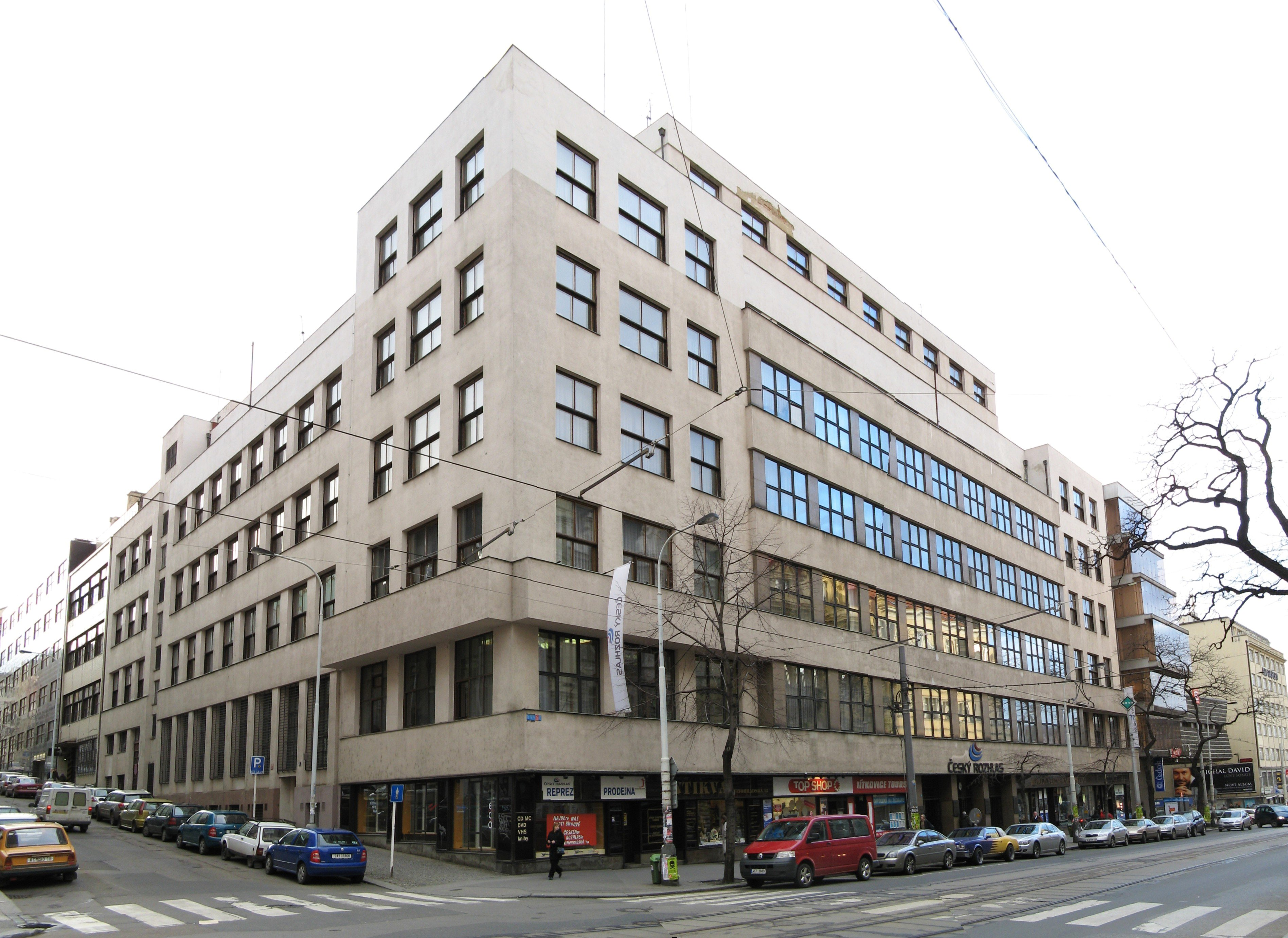
Kancelář ombudsmana sídlí v budově Českého rozhlasu Vinohradská 12, v Praze.

Ombudsman Českého rozhlasu (dále ombudsman) je zřízen za účelem prohloubení dialogu mezi posluchači a Českým rozhlasem jako médiem veřejné služby, zejména s ohledem na oprávněné zájmy posluchačů Českého rozhlasu. Posluchači mu mohou předávat své podněty k činnosti Českého rozhlasu. Ombudsman vysvětluje fungování Českého rozhlasu jako veřejnoprávního média a hájí oprávněné zájmy posluchačů Českého rozhlasu. 
Institut ombudsmana byl v Českém rozhlase po vzoru mediálních ombudsmanů v zahraničí zřízen v květnu 2016 a prvním zaměstnancem v této pozici se stal PhDr. Milan Pokorný, Ph.D.

## Mandát ombudsmana Českého rozhlasu
Činnost ombudsmana se řídí Statutem ombudsmana Českého rozhlasu. Ombudsman vyřizuje stížnosti a další podněty posluchačů. Je poradním orgánem generálního ředitele Českého rozhlasu, kterému pravidelně předkládá zprávu o své činnosti. Ombudsman nemá pravomoc zasahovat do vysílání nebo programové skladby Českého rozhlasu. Konstruktivní náměty posluchačů předává formou doporučení vedení Českého rozhlasu. Kromě posluchačů se na ombudsmana mohou obracet také vedoucí zaměstnanci Českého rozhlasu a generální ředitel Českého rozhlasu. Ombudsman je zároveň tajemníkem Etické komise Českého rozhlasu.

## Způsob komunikace
Na ombudsmana se lze obrátit prostřednictvím webového formuláře, poštou, telefonicky a osobně. Podněty se musí týkat činnosti Českého rozhlasu, jejich předmětem mohou být například technické záležitosti, programové či etické. Ombudsman bez zbytečného odkladu odpoví stejným způsobem, jakým mu byl podnět doručen.

## Mediální ombudsmani v zahraničí
Mediální ombudsmani jsou zřízeni ve většině velkých mediálních domů v Jižní a Severní Americe, Evropě a Asii. S touto tradicí začal v roce 1922 japonský list Asahi Shimbun založením komise, která posuzovala připomínky čtenářů. Následně se pozice ombudsmanů začaly rozvíjet v šedesátých a sedmdesátých letech 20. století ve Spojených státech amerických a Kanadě. Mediální ombudsmany zastřešuje Mezinárodní organizace zpravodajských ombudsmanů (Organization of News Ombudsmen).